# Бжостовский, Михаил
Михаи́л Бжосто́вский (1722 — 3/21 мая 1784, Старые Ораны) — государственный и военный деятель Великого княжества Литовского, хорунжий пятигорский и гусарский, генерал-лейтенант пехоты (1753), писарь великий литовский (1758—1762), конюший великий литовский (1762—1764), подскарбий великий литовский (1764—1784), староста оранский (с 1751), ошмянкий (1765—1770) и пуньский (с 1766). Маршалок генеральной конфедерации с 1764 года, депутат сейма.

## Биография
Представитель литовского шляхетского рода Бжостовских герба «Стремя». Старший сын писаря великого литовского и каштеляна мстиславского Константина Бенедикта Бжостовского (ум. 1722) и Терезы Войно-Ясенецкой. Младший брат — каштелян полоцкий Адам Бжостовский.
В молодости путешествовал по Германии, Франции и Италии, где служил в королевском немецком полку. После возвращения на родину польский король Август III пожаловал ему чин полковника и назначил королевским камергером (1749).
Избирался послом (депутатом) на сеймы в 1746, 1752, 1754, 1756, 1758, 1760, 1761 и 1764 годах.
Должности: хорунжий пятигорский и гусарский, генерал-лейтенант пехоты (1753), писарь великий литовский (1758—1762), конюший великий литовский (1762—1764), подскарбий великий литовский (1764—1784), староста оранский (с 1751), ошмянский (1765—1770) и пуньский (с 1766).
Будучи сторонником «Фамилии», Михаил Бжостовский 16 апреля 1764 года возглавил генеральную конфедерацию Великого княжества Литовского. В 1764 году был избран депутатом  от Ошмянского повета на избирательный сейм. В том же году поддержал избрание (элекцию) Станислава Понятовского на польский престол. В декабре 1764 году выкупил у Яна Ежи Флемминга должность подскарбия великого литовского за 400 000 злотых.
Михаил Бжостовский сражался на стороне русских против Барской конфедерации. На сейме 1773—1775 годах польский король Станислав Август Понятовский включил графа Михаила Бжостовского в состав Постоянного Совета. В 1776 году стал членом конфедерации Анджея Мокроновского.
Вёл крайне расточительный образ жизни. В 1771 году обратился к российскому послу с просьбой предоставить ему кредит в размере 3 миллионов злотых, но не получил его и скончался в долгах.

## Награды
- Польский орден Белого Орла (1758)
- Российский орден Святого апостола Андрея Первозванного (1764)
- Российский орден Святого Александра Невского (05.06.1764)[4]
- Польский орден Святого Станислава (1766)

## Семья и дети
Михаил Бжостовский был женат на княжне Казимире Огинской (1712—1792), дочери воеводы трокского, князя Юзефа Яна Тадеуша Огинского, и Анны Вишневецкой, от брака с которой имел единственную дочь — Барбару.